# Amanita arenaria
Amanita arenaria är en svampart som först beskrevs av O.K. Mill. & E. Horak, och fick sitt nu gällande namn av Justo 20 10. Amanita arenaria ingår i släktet flugsvampar och familjen Amanitaceae.   Inga underarter finns listade i Catalogue of Life.